# .256 Newton
El .256 Newton es un cartucho descontinuado, de fuego central basado en el casquillo del .30-06 Springfield y desarrollado en 1913 por Charles Newton en conjunto con la Western Cartridge Company.

## Historia
Para desarrollar el .256 Newton, el cuello del casquillo del .30-06 Springfield se ajustó para alojar un proyectil de .264 pulgadas (6.5mm), y se redujo la longitud del casquillo, moviendo el cuello hacia atrás, dándole al hombro un ángulo más agudo, de 23 grados, opuesto al hombro de 17 grados del cartucho padre.
El .256 Newton adoleció una carencia de pólvoras de combustión lentas en aquella época. La compañía del newton entró en bancarrota después del fin de Primera Guerra Mundial y la producción comercial de munición cesó en 1938.
Después de que Segunda Guerra Mundial, con un suministro de 6.5mm rifles (.264), la disponibilidad de pólvoras en llamas más lentas, y económicas, además del superávit de casquillos .30-06, los tiradores deportivos desarrollaron el 6.5mm-06 ajustando el cuello del 30-06 para alojar munición de 6.5mm (.264 pulgadas). En 1997, A-Square estandarizó el 6.5-06 en conjunto con (SAAMI).

## Performance
El .256 Newton es capaz de estabilizar proyectiles de hasta 130 granos y con las pólvoras actuales puede lograr velocidades de salida de 3,000 pies por segundo con un proyectil de 120 granos, y 2,900 pies por segundo con un proyectil de 130 granos.

## Uso Deportivo
Un proyectil de 6.5mm con un peso de entre 120 y 130 granos con velocidades de salida de alrededor de 3000 pies por segundo es adecuado para la caza mayor de cualquier presa de ligera o de tamaño medio.